# ديفيد بيرلمان
ديفيد بيرلمان (بالإنجليزية: David Perlman)‏ (1918 - 2020)، كان صحفي علمي أمريكي كان يقيم في سان فرانسيسكو، وكان محرر العلوم في صحيفة سان فرانسيسكو كرونيكل. توفي في 19 يونيو 2020 عن عمر يناهز 101 عامًا.
ولد ديفيد بيرلمان في مدينة بالتيمور يوم 30 ديسمبر 1918، ونشأ في الجانب الغربي الشمالي لمنهاتن نيويورك. تخرج من كلية كولومبيا (نيويورك)<((بالإنجليزية).، عمل في صحيفة كولومبيا ديلي سبيكتاتور الطلابية «Columbia Daily Spectator» عام 1939 وفي كلية الدراسات العليا للصحافة بجامعة كولومبيا عام 1940.

## جوائز
حصل على جوائز الصحافة من الجمعية الأمريكية لتقدم العلوم ، وجمعية الصحفيين المحترفين ، والجمعية الكيميائية الأمريكية ، والاتحاد الجيوفيزيائي الأمريكي ، والمسح الجيولوجي للولايات المتحدة .